# Сорбо Сан Базиле
Сорбо Сан Базиле (итал. Sorbo San Basile) је насеље у Италији у округу Катанцаро, региону Калабрија.
Према процени из 2011. у насељу је живело 507 становника. Насеље се налази на надморској висини од 613 м.

## Становништво
Према резултатима пописа становништва 2011. у општини је живело 827 становника.
| 1931. | 1936. | 1951. | 1961. | 1971. | 1981. | 1991. | 2001. | 2011. |
| ----- | ----- | ----- | ----- | ----- | ----- | ----- | ----- | ----- |
| 1.121 | 1.297 | 2.118 | 1.772 | 1.260 | 1.099 | 1.073 | 932   | 827   |